# Kotryna Teterevkova
Kotryna Teterevkova (23 de enero de 2002) es una deportista lituana que compite en natación. Ganó una medalla de bronce en el Campeonato Europeo de Natación de 2022, en la prueba de 200 m braza.

## Palmarés internacional
| Campeonato Europeo | Campeonato Europeo | Campeonato Europeo | Campeonato Europeo |
| Año                | Lugar              | Medalla            | Prueba             |
| ------------------ | ------------------ | ------------------ | ------------------ |
| 2022               | Roma (Italia)      | Medalla de bronce  | 200 m braza        |